# Maria Marotta
Maria Marotta (Maratea, 23 febbraio 1984) è un arbitro di calcio italiano.

## Carriera
Originaria di San Giovanni a Piro, è sempre stata molto appassionata di calcio. Nel 2001 ha iniziato ad arbitrare iscrivendosi al corso su esortazione dell'allora presidente della sezione di Sapri Vito Troccoli. Ha fatto il suo esordio assoluto come arbitro nello stesso anno, nella categoria Esordienti.  Nel 2010 è stata proposta per il passaggio dalla regione alla Commissione Arbitri Interregionale, per poi approdare due anni dopo, nel 2012, in serie D.
Con decorrenza dal 1º gennaio 2016 è stata nominata arbitro internazionale, facendo il suo esordio in una gara tra nazionali maggiori femminili il successivo 20 settembre, in occasione di una partita di qualificazione agli Europei femminili del 2017 tra Bielorussia e Slovenia.
L'11 maggio 2017 dirige la semifinale Uefa Women's Under 17 Championship Olanda - Spagna.
Nel giugno 2018 è stata designata per dirigere la Finale Scudetto di Serie D, disputata nell'occasione tra Pro Patria e Vibonese.
Nel luglio 2018 diventa la terza direttrice di gara donna ad essere promossa alla Serie C, dopo Anna De Toni di Schio e Silvia Tea Spinelli di Terni.
Il 5 settembre debutta nella Coppa Italia Serie C arbitrando la partita Potenza-Bisceglie finita 3 a 0 per la squadra di casa e successivamente il 23 settembre debutta in Serie C arbitrando la partita Virtus Verona-Monza finita 0 a 2 per gli ospiti.
L'11 maggio 2019 debutta come 4TH ufficiale in Serie B nella gara Brescia - Benevento.
Nel luglio 2019 è selezionata dall'UEFA per prendere parte agli Europei femminili under 19 in Scozia.
Il 25 luglio 2019 dirige la semifinale Uefa Women's Under 19 Championship Germania - Olanda.
Il 26 agosto 2020 dirige la finale della Coppa Italia Primavera Verona-Fiorentina, terminata 0-1.
Il 28 ottobre 2021 è la prima donna in assoluto a dirigere una partita di Coppa Italia (Cosenza - Monopoli).
Il 10 gennaio 2021 dirige la finale di Supercoppa Femminile Juventus - Fiorentina.
Il 2 maggio 2021 è 4TH ufficiale nella semifinale di Champions League femminile Chelsea - FC Bayern Monaco.
L'8 maggio 2021 viene designata per dirigere la sfida di Serie B Reggina-Frosinone, in programma il 10 maggio successivo, divenendo la prima donna di sempre ad arbitrare una gara di Serie B.
Il 30 maggio 2021 dirige la finale di Coppa Italia Femminile Milan - Roma.
Il 30 giugno 2021 è 4TH ufficiale nella finale di Coppa Italia Primavera Atalanta - Empoli.
A febbraio 2022 è presente in alcune partite a Malta tra Nazionali di calcio femminile di Malta, Lussemburgo, Olanda e Austria. Il 17 febbraio arbitra Malta-Lussemburgo, il 20 febbraio è quarto ufficiale in un'altra Malta-Lussemburgo (diretta dall'italiana Martina Molinaro) e il 21 febbraio dirige Olanda-Austria insieme alle assistenti arbitrali italiane Veronica Vettorel e Veronica Martinelli e al quarto ufficiale Molinaro.
Il 14 maggio 2022 dirige la finale di Supercoppa Serie C Sudtirol - Modena.
A ottobre 2022 è selezionata per la Coppa Libertadores a Quito in Ecuador dove il 25 ottobre 2022 dirige la semifinale Deportivo Cali - Boca Juniors.
Il 5 novembre 2022 dirige la finale di Supercoppa Femminile Juventus - Roma.
Il 4 giugno 2023 dirige la finale di Coppa Italia Femminile Juventus - Roma.
Il 14 dicembre 2023 è quarto ufficiale nel match della fase a gironi di Champions League femminile Paris Saint German-Real Madrid, facendo parte di una squadra arbitrale interamente italiana: l'arbitro Maria Sole Ferrieri Caputi e le assistenti arbitrali Francesca Di Monte e Tiziana Trasciatti.
il 25 maggio 2024 dirige la finale di Coppa Italia Femminile Roma - Fiorentina.
Tra gli altri, ha ricevuto il Premio Agnolin Radicchio d'Oro (novembre 2021), il Premio Sportilia (luglio 2022), il Premio Terre del Bussento (luglio 2023).